# Hanns-Martin Schleyer
Hanns-Martin Schleyer (Offenburg, 1º maggio 1915 – Mulhouse, 18 ottobre 1977) è stato un dirigente d'azienda e funzionario tedesco. Ufficiale delle SS durante la guerra, fu membro del partito politico dell'Unione Cristiano-Democratica e presidente della confindustria tedesco-occidentale.
Venne sequestrato il 5 settembre 1977 a Colonia da un gruppo armato della Rote Armee Fraktion dopo un sanguinoso agguato in Vincenz-Statz-Straße, terminato con la morte dei quattro uomini della sua scorta; dopo quarantatré giorni di prigionia venne ucciso e il 18 ottobre 1977 il suo corpo venne ritrovato nel bagagliaio di un'auto a Mulhouse in Francia.

## Biografia

### Origini
Hanns-Martin Schleyer nacque a Offenburg il 1º maggio 1915 ed era l'unico figlio di Ernst Schleyer, direttore del tribunale distrettuale, e di sua moglie Helene (nata Rheitinger). Nel certificato di nascita il suo primo nome Hans è registrato con una sola n. Lui stesso però di solito si firmava Hanns Martin Schleyer. Il prozio di Schleyer era padre Johann Martin Schleyer, inventore della lingua ausiliaria internazionale volapük.

### Formazione e impegno politico nelle organizzazioni nazionalsocialiste
Nel 1933 si diplomò alla scuola superiore di Rastatt e iniziò a studiare giurisprudenza all'Università di Heidelberg. Schleyer negli anni della scuola fece parte dell'unione studentesca "Teutonia" e a Rastatt nel 1934 divenne allievo del Corpi Suevia. Allo stesso tempo Schleyer fu anche coinvolto in organizzazioni nazionalsocialiste. Il 1º marzo 1931 entrò nella Gioventù hitleriana e il 30 giugno 1933 nelle Schutzstaffel (n. 227 014).
Nella primavera del 1935, Schleyer accusò un altro corpo di Heidelberg di "mancanza di sentimento nazionalsocialista" perché aveva rifiutato di escludere i vecchi signori ebrei. Più tardi, nel semestre estivo del 1935, si dimise sotto protesta pubblica dal Corpo Suevia. Fu riammesso nel corpo nel 1958 e in seguito divenne presidente degli Altherrenverein e il 15 ottobre 1977, durante il suo rapimento, fu eletto membro onorario.
Schleyer si unì all'Unione studentesca tedesca nazionalsocialista (NSDStB) e trovò nel leader studentesco di Heidelberg Gustav Adolf Scheel un primo importante mentore. Riguardo ai fatti relativi all'Heidelberger Spargelessen prese decisamente le difese dell'associazione studentesca nazista. Rappresentò il punto di vista del corpo studentesco nazionalsocialista, del quale era divenuto funzionario. Il 1º maggio 1937 entrò nel Partito Nazionalsocialista Tedesco dei Lavoratori (con numero 5 056 527) e divenne capo dello Heidelberg Studentenwerk dal semestre estivo dello stesso anno. Nel 1938 finì i suoi studi con il primo esame statale di legge.
Dopo l'Anschluss, dal semestre estivo del 1938 e su richiesta speciale di Gustav Adolf Scheel, venne nominato leader studentesco e capo del sindacato degli studenti dell'Università di Innsbruck. Alla fine di settembre del 1939 conseguì il dottorato di ricerca in giurisprudenza secondo la legge austriaca.

### Matrimonio e servizio militare
Il 21 ottobre 1939 sposò Waltrude Ketterer (1916-2008), figlia del medico e politico nazionalsocialista Emil Ketterer. Ebbero quattro figli: Hanns-Eberhard (1944), Arnd (1949), Dirk (1952) e Jörg (1954).
Nel maggio 1940 Schleyer fu arruolato in un'unità di cacciatori di montagna della Wehrmacht e partecipò alla fase finale della campagna di Francia. Durante i preparativi per l'invasione pianificata della Gran Bretagna, nell'autunno del 1940, cadde durante un'esercitazione di arrampicata sulla costa settentrionale francese di calcare fine. Si ruppe entrambe le braccia e tornò a Innsbruck per riprendersi dalle ferite. Il 14 maggio 1941 fu dimesso su richiesta del suo mentore Gustav Adolf Scheel come inadatto al servizio. Egli lo voleva infatti usare nell'unione studentesca di Praga, dopo che le università tedesche della città erano state trasferite all'amministrazione del Reich.

### Attività nella Praga occupata
Il 1º maggio 1941 Schleyer divenne capo del sindacato degli studenti dell'Università tedesca Karl Ferdinand. Nel 1939 tutte le università ceche vennero chiuse dopo una rivolta studentesca.
Il 1º aprile 1943 entrò come impiegato presso l'Associazione centrale dell'industria per la Boemia e la Moravia. L'associazione era responsabile tra l'altro dell'arianizzazione dell'economia ceca e dell'approvvigionamento di lavoratori forzati per il Reich. Qui successivamente fu a capo dell'ufficio presidenziale e segretario personale del presidente Bernhard Adolf.

### Dopoguerra
All'inizio del maggio del 1945, poco prima dello scoppio della rivolta di Praga, Schleyer lasciò la città e fuggì dai suoi genitori a Costanza. Qui il 18 luglio 1945 fu arrestato dai soldati francesi e venne imprigionato negli Stati Uniti d'America.
A causa del suo grado di Untersturmführer fu internato per tre anni nel Baden. Il 24 aprile 1948 fu rilasciato dalla prigionia. Nel processo di denazificazione, inizialmente fu classificato come meno gravato. Contro questo Schleyer fece appello. Nel procedimento di ricorso terminato nel dicembre del 1948 venne classificato come seguace. Schleyer aveva affermato di possedere un grado più basso per ridurre la possibile condanna: invece di Untersturmführer si definì Oberscharführer.

### Manager e funzionario economico

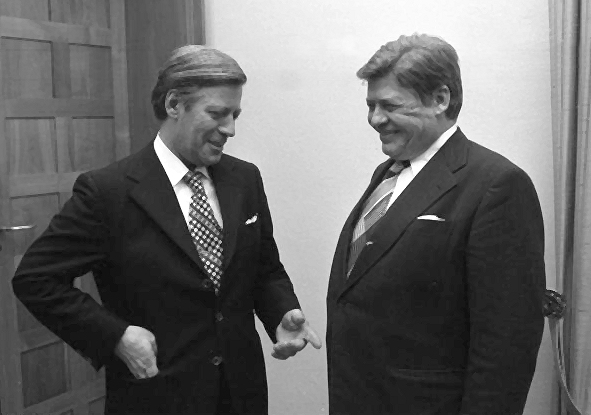
Il cancelliere federale Helmut Schmidt (a sinistra) riceve Hanns Martin Schleyer nel 1974.

Il 1º marzo 1949 iniziò a lavorare come relatore presso la Camera dell'industria e del commercio di Baden-Baden.
Il 1º ottobre 1951 si trasferì come impiegato presso la Daimler-Benz. Qui assunse la direzione della segreteria principale nel maggio del 1953 divenendo allo stesso tempo assistente del presidente Fritz Koenecke. Grazie alla sua protezione fece una rapida carriera. Dal 1º gennaio 1956 fu a capo del dipartimento delle risorse umane e il 1º gennaio 1959 venne nominato membro supplente del consiglio di amministrazione. A partire dal 1º ottobre 1963 divenne membro a pieno titolo del comitato esecutivo e responsabile del dipartimento risorse umane. Dal 1968 al 1971 fu responsabile del dipartimento di pianificazione aziendale e cedette il ruolo di presidente del consiglio a causa dell'elezione di Joachim Zahn. Schleyer, a differenza di Zahn, aveva voluto accelerare l'espansione della divisione veicoli commerciali di Daimler-Benz e aveva tentato di divenire amministratore delegato.
Schleyer era anche vice presidente del consiglio di sorveglianza di Pegulan-Werke, che il suo amico e compagno di studi Fritz Ries aveva fondato dopo la guerra.
Nel 1970 entrò nell'Unione Cristiano-Democratica. Il 12 febbraio di quell'anno venne nominato senatore onorario dell'Università di Innsbruck.
Dopo il 1971, Schleyer si concentrò maggiormente sul suo lavoro per le associazioni dei datori di lavoro. Dal 1962 al 1968 fu presidente della federazione dell'industria metalmeccanica del Baden-Württemberg. Il 6 dicembre 1973 fu eletto presidente della Confederazione delle associazioni dei datori di lavoro tedeschi (BDA). Dal 1º gennaio 1977 fu presidente della Federazione delle industrie tedesche (BDI).
Come funzionario economico, lamentò una mancanza di libertà imprenditoriale nella Repubblica Federale Tedesca del dopoguerra e vide la cogestione come un "intruglio comunista". Per la sua dura presa di posizione nelle lotte sindacali degli anni '60, divenne un nemico per i sindacati. Allo stesso tempo il suo passato nazista gli valse l'ostilità da parte della sinistra. Nel 1977 ebbe uno scontro verbale con Heinz Oskar all'VIII Simposio di San Gallo, che divenne noto a causa della vicinanza al suo successivo rapimento.

### Rapimento e omicidio

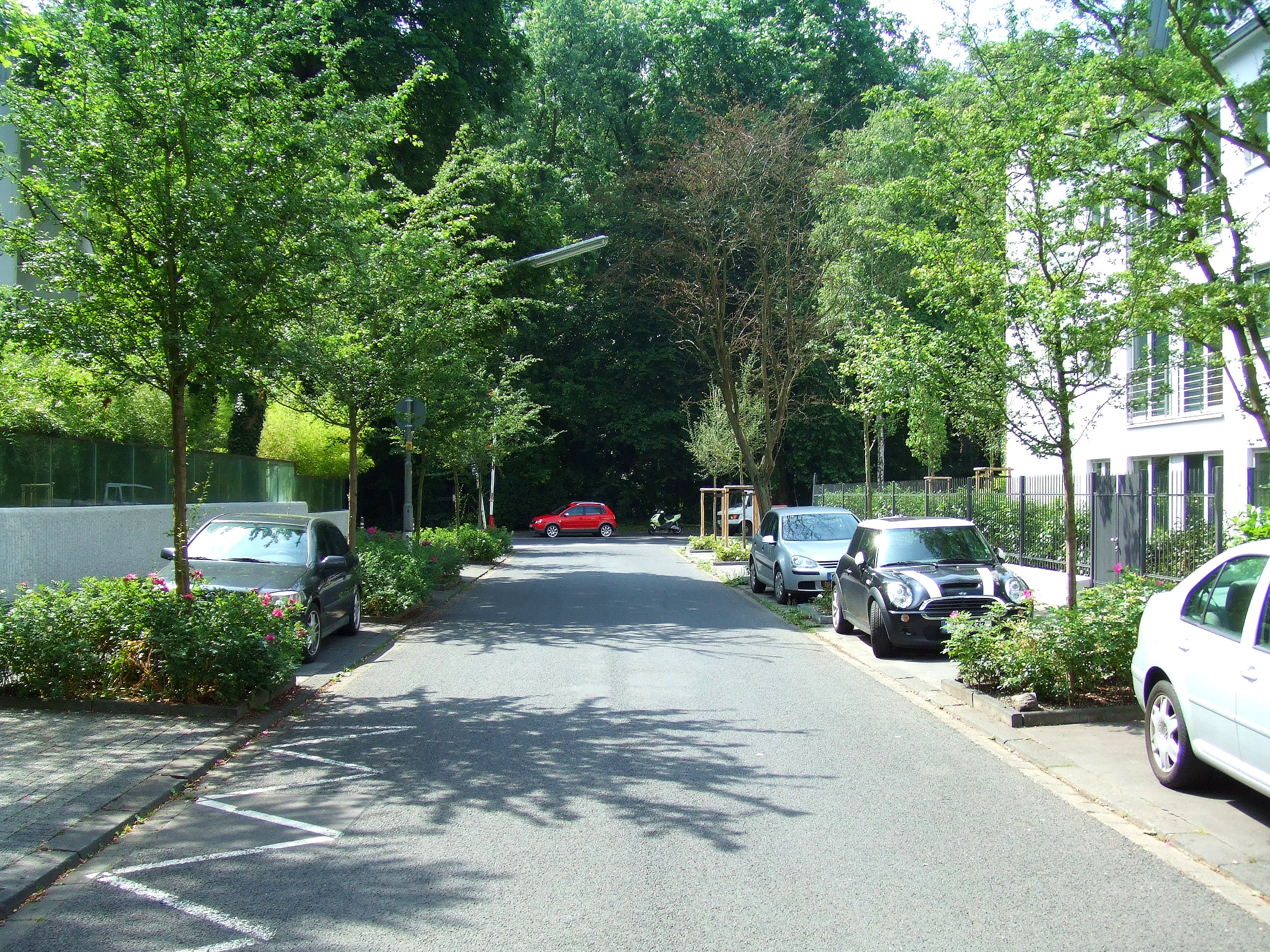
La Vincenz-Statz-Strasse a Colonia dove avvenne l'agguato e il sequestro di Hanns-Martin Schleyer.

Il 5 settembre 1977 a Colonia venne rapito dall'organizzazione di estrema sinistra Rote Armee Fraktion (RAF), che voleva scambiare il suo rilascio con i capi della RAF arrestati qualche anno prima. L'attentato venne effettuato alle ore 17:25 in Vincenz-Statz-Strasse, nel tranquillo quartiere residenziale Bransfeld di Colonia, mentre Schleyer tornava a casa, dal cosiddetto Kommando Siegfrid Hausner, composto dai militanti della RAF Willy Peter Stoll, Sieglinde Hofmann, Stefan Wisniewski e Peter-Jürgen Boock, che impiegarono la tecnica dei "cancelletti" utilizzata anche dalle Brigate Rosse nell'agguato di via Fani a Roma del 16 marzo 1978.

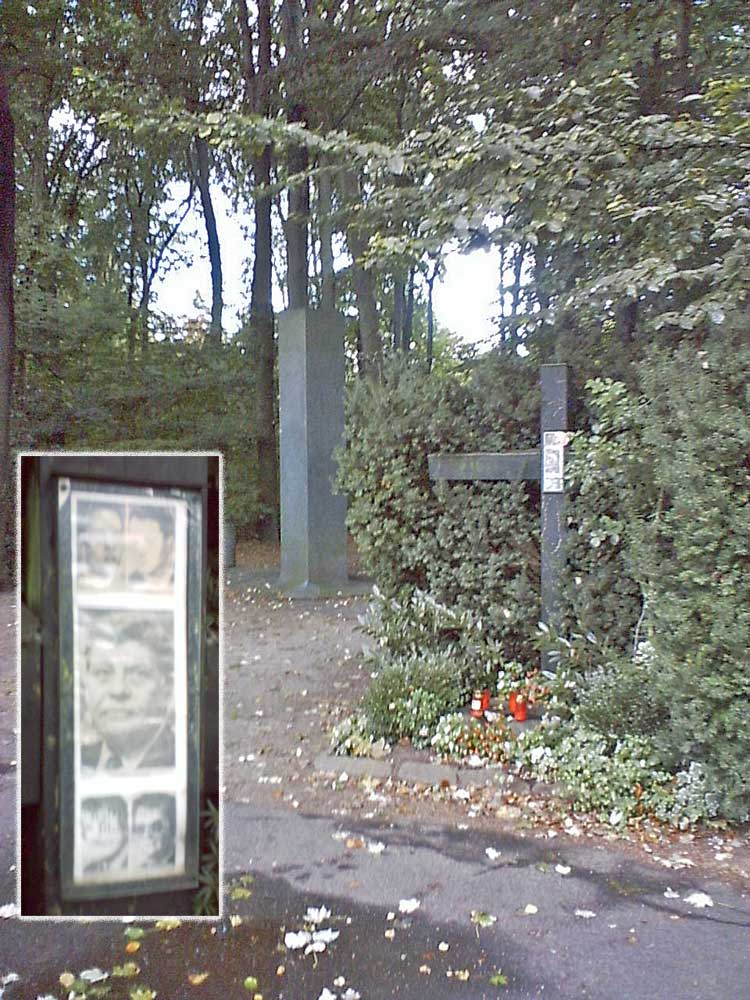
Stele commemorativa di Hanns-Martin Schleyer e degli uomini della sua scorta.

I guerriglieri della RAF bloccarono l'auto dell'industriale tedesco, una Mercedes-Benz W116 con targa K VN 345, e quella della scorta, una Mercedes-Benz W114, piazzando di traverso sulla strada una Mercedes-Benz W123 gialla e fingendo un incidente per mezzo di una carrozzina da neonato posta vicino all'auto con accanto un uomo e una donna, Sieglinde Hoffmann e Peter-Jürgen Boock. Il convoglio quindi fu costretto a fermarsi e venne attaccato subito a colpi di mitra dai due guerriglieri che furono affiancati da Wisniewski e Stoll che uscirono dalla Mercedes. I membri della RAF impiegarono pistole e due fucili mitragliatori Heckler&Koch.
Mentre l'autista di Schleyer, Heinz Marcisz, 41 anni, venne subito raggiunto da numerosi colpi e ucciso, gli agenti di scorta, Reinhold Brändle, 41 anni, Helmut Ulmer, 24 anni, e Roland Pieler, 20 anni, cercarono di reagire e uscirono dall'auto ma ben presto vennero a loro volta uccisi dai membri della RAF. Secondo il racconto di Boock, per affrettare la conclusione dell'agguato Willy Peter Stoll sarebbe balzato sul cofano dell'auto della scorta per sparare più facilmente a distanza ravvicinata sugli agenti. Dopo lo scontro a fuoco Schleyer, rimasto illeso, venne sequestrato e caricato a bordo di un furgone Volkswagen bianco con targa KC 3849 che abbandonò subito il luogo dell'agguato.
Il furgone sarebbe stato ritrovato alle ore 19:47 in un garage con all'interno un minaccioso messaggio dei rapitori. Il governo guidato dal cancelliere Helmut Schmidt decise di non rispondere alle richieste dei sequestratori. I familiari di Schleyer avevano respinto la posizione del governo federale e fornito un riscatto di 15 milioni di marchi, il cui trasferimento fu impedito dalle autorità. Successivamente, il figlio di Schleyer, Hanns-Eberhard, chiese il rilascio dei prigionieri della RAF presso la Corte costituzionale federale. La domanda venne respinta poche ore prima della scadenza dell'ultimatum.
Dopo 43 giorni dal fallimento del dirottamento del volo Lufthansa 181, organizzato da guerriglieri palestinesi per aiutare i guerriglieri tedeschi, i membri della RAF detenuti in prigione furono ritrovati morti nelle loro celle in circostanze non chiare. Persa la sua utilità come ostaggio, Schleyer fu ucciso in una località incerta tra Belgio e Francia e abbandonato nei pressi di Mulhouse, in Francia, il 18 ottobre 1977. Il corpo venne ritrovato il giorno dopo dentro il bagagliaio di un'Audi 100 verde.
Delle 20 persone identificate della cerchia di criminali, 17 vennero condannati e 2 furono uccisi a colpi di arma da fuoco all'arresto. Una persona non fu catturata e venne considerata latitante. I sopravvissuti non rivelarono il nome del sicario per molto tempo. Nel settembre del 2007 Peter-Jürgen Boock, già membro della RAF, dichiarò pubblicamente che a uccidere l'industriale erano stati Rolf Heißler e Stefan Wisniewski.
Il rapimento e l'uccisione di Schleyer hanno molto in comune con il rapimento e l'uccisione di Aldo Moro, che sarebbero avvenuti dopo pochi mesi.

### Funerali

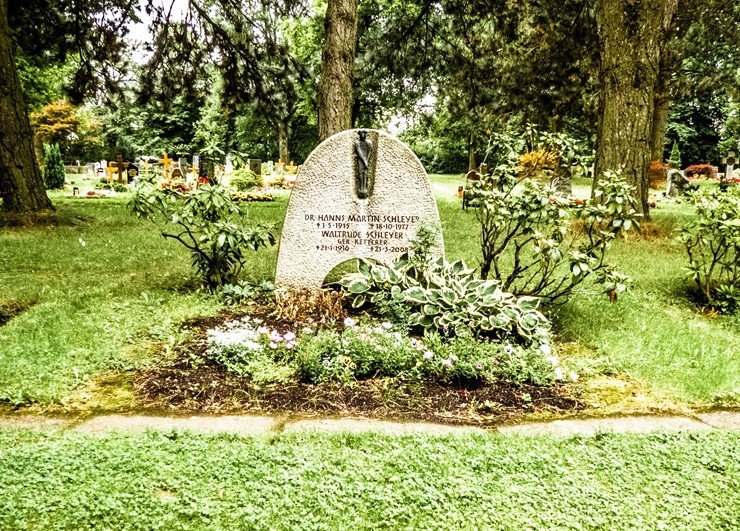
Tomba di Hanns-Martin Schleyer nellOstfilderfriedhof di Stoccarda.

Le esequie si tennero il 25 ottobre nella chiesa di Sant'Eberardo a Stoccarda. Erano presenti quasi tutti i leader politici tedeschi. La dichiarazione di condoglianze del cancelliere Helmut Schmidt alla vedova di Schleyer fu in parte intesa come una specie di scuse. È sepolto nell'Ostfilderfriedhof di Stoccarda.

## Memoria
Nel 1977 la Confederazione dei datori di lavoro tedeschi (BDA) e la Federazione dell'industria tedesca (BDI) istituirono la Fondazione "Hanns Martin Schleyer", che oggi sostiene principalmente giovani scienziati nei campi del diritto, dell'economia e degli studi culturali. Nel distretto di Bad Cannstatt di Stoccarda nel 1983 fu inaugurata la Hanns-Martin-Schleyer-Halle. Gli sono intitolate molte vie nelle città della Germania occidentale.
La vedova di Schleyer e soprattutto suo figlio Hanns-Eberhard, segretario dell'Associazione centrale del tedesco commerciale dal 1989 al 2009, più volte si sono segnalati come rappresentanti delle vittime della RAF, in particolare nel dibattito pubblico circa la discussa mostra sulla RAF, che si svolse dal gennaio al maggio del 2005 a Berlino.